# Yonas al-Hosah
Yonas al-Hosah (* 8. Januar 1990) ist ein ehemaliger saudi-arabischer Leichtathlet, der sich auf den 400-Meter-Lauf spezialisiert hat.

## Sportliche Laufbahn
Erste internationale Erfahrungen sammelte Yonas al-Hosah im Jahr 2005, als er bei den Jugendweltmeisterschaften in Marrakesch im 400-Meter-Lauf mit 48,68 s im Halbfinale ausschied und mit der saudischen Sprintstaffel (1000 Meter) im Vorlauf zum Einsatz kam und damit zum Gewinn der Bronzemedaille beitrug. Im Jahr darauf belegte er bei den Juniorenasienmeisterschaften in Macau in 49,13 s den siebten Platz und gewann mit der 4-mal-400-Meter-Staffel in 3:11,46 min die Silbermedaille. Anschließend schied er bei den Juniorenweltmeisterschaften in Peking mit 48,76 s in der ersten Runde aus. 2007 erreichte er bei den Jugendweltmeisterschaften in Ostrava nach 47,53 s Rang fünf und wurde mit der Sprintstaffel im Finale disqualifiziert. Anschließend siegte er bei den Asienmeisterschaften in Amman in 3:05,96 min mit der Staffel. 2008 wurde er bei den Hallenasienmeisterschaften in Doha in 48,97 s Fünfter und siegte mit der Staffel mit neuem Meisterschaftsrekord von 3:14,25 min. Daraufhin scheiterte er bei den Juniorenweltmeisterschaften in Bydgoszcz mit 48,47 s in der ersten Runde und verpasste auch mit der Staffel in 3:11,37 min den Finaleinzug. 2011 gewann er bei den Asienmeisterschaften in Kōbe in 3:08,03 min die Silbermedaille hinter dem Team aus Japan und anschließend belegte er bei den Arabischen Meisterschaften in al-Ain in 48,51 s den achten Platz im Einzelbewerb und gewann mit der Staffel in 3:07,62 min die Silbermedaille hinter dem Sudan. 2015 beendete er in al-Qatir seine aktive sportliche Laufbahn im Alter von 25 Jahren.

## Persönliche Bestzeiten
- 400 Meter: 47,20 s, 18. Mai 2011 in Riad
  - 400 Meter (Halle): 48,97 s, 15. Februar 2008 in Doha